# Gonomyia yapensis
Gonomyia yapensis är en tvåvingeart som beskrevs av Alexander 1972. Gonomyia yapensis ingår i släktet Gonomyia och familjen småharkrankar. Inga underarter finns listade i Catalogue of Life.